# Ernesto Foldats
Ernesto Foldats Andins (Liepāja, Letonia; 15 de mayo de 1925-Caracas, Venezuela; 15 de enero de 2003) fue un botánico, biólogo y orquideólogo venezolano de origen letón. Fue Profesor Titular de la Universidad Central de Venezuela autor de 5 volúmenes de la Flora de Venezuela sobre Las Orquídeas, que ganó el Premio Creole.
Nace en Liepaja, Letonia, el 15 de mayo de 1925, y fallece en Caracas el 15 de enero de 2003. Nacionalidad letona y venezolana. Comenzó sus estudios en la Universidad de Friburgo, de 1945 a 1948. En 1950, se muda a Venezuela, obteniendo su doctorado en la Universidad Central de Venezuela.

## Principales obras
- Foldats, Ernesto (1969-). Orchidaceae. Caracas Edición Especial del Instituto Botánico.
- Foldats, Ernesto (1969). Contríbucíón a la Orquidioflora de Venezuela. Caracas, Empresa "El Cojo,".

## Honores
- Dr. honoris causa por la Universidad de Letonia, Letonia
- La abreviatura «Foldats» se emplea para indicar a Ernesto Foldats como autoridad en la descripción y clasificación científica de los vegetales.[1]